# سیارک ۱۶۲۸
سیارک ۱۶۲۸ (به انگلیسی: 1628 Strobel، نامگذاری:1923OG) هزار و ششصد و بیست و هشتمین سیارک کشف شده‌است که در ۱۱ سپتامبر ۱۹۲۳ و در هایدلبرگ کشف شد.
قدر مطلق سیارک برابر ۱۰٫۰۲ است.